# القنفذ سونيك (مسلسل كرتون)
قنفذ سونيك أو قنفوذ السريع سونيك (الجزء الثاني) (بالإنجليزية: Sonic The Hedgehog)‏، ويعرف أيضًا باسم (بالإنجليزية: Sonic SatAM)‏، هو مسلسل رسوم متحركة أمريكي.

## الشخصيات
- القنفوذ سونيك
- مايلز "تيلز" براور
- د. روبوتنك
- سالي
- بيوني

## قنوات
( ديك انترتينمت )
( سيجا )

## الممثلون
- فدوى سليمان – سونيك
- زياد الرفاعي
- محمد خير أبو حسون
- هزار الحرك
- لينا ضوا
- وائل الرفاعي
- تغريد جرجور
- لمى الشمندي
- رغدة الخطيب
و
- مأمون الفرخ
- سمر كوكش
- واصف الحلبي

## انظر ايضاً
- قنفوذ السريع سونيك
- سونيك
- سونيك بووم

## روابط خارجية
- القنفوذ سونيك (مسلسل) على موقع IMDb (الإنجليزية)
- القنفوذ سونيك (مسلسل) على موقع روتن توميتوز (الإنجليزية)
- القنفوذ سونيك (مسلسل) على موقع كينوبويسك (الروسية)
- القنفوذ سونيك (مسلسل) على موقع قاعدة بيانات الفيلم (الإنجليزية)